# Meer van jou (I.O.S.)
Meer van jou is een nummer van de Nederlandse rockband I.O.S. uit 2007. Het is de vierde en laatste single van hun vierde studioalbum 4.
"Meer van jou" was minder succesvol dan de voorgaande drie singles van het album "4". Het werd een klein hitje en haalde een bescheiden 32e positie in de Nederlandse Top 40.